# Rajd Catalunya-Costa Brava 1990
Rajd Catalunya - Costa Brava 1990 (26. Rallye Catalunya - Costa Brava) – 26 edycja rajdu samochodowego Rajd Catalunya - Costa Brava rozgrywanego w Hiszpanii. Rozgrywany był od 15 do 17 lutego 1990 roku. Była to druga runda Rajdowych Mistrzostw Europy w roku 1990 (rajd miał najwyższy współczynnik - 20) oraz pierwsza runda Rajdowych Mistrzostw Hiszpanii.

## Klasyfikacja rajdu
| Miejsce                      | Kierowca                     | Pilot                        | Samochód                     | Czas                         | Strata                       |                              |
| Klasyfikacja generalna i ERC | Klasyfikacja generalna i ERC | Klasyfikacja generalna i ERC | Klasyfikacja generalna i ERC | Klasyfikacja generalna i ERC | Klasyfikacja generalna i ERC | Klasyfikacja generalna i ERC |
| ---------------------------- | ---------------------------- | ---------------------------- | ---------------------------- | ---------------------------- | ---------------------------- | ---------------------------- |
| 1.                           | Dario Cerrato                | Giuseppe Cerri               | Lancia Delta Integrale 16V   | 5:55:47                      | 0.0                          |                              |
| 2.                           | Yves Loubet                  | Jean-Paul Chiaroni           | Lancia Delta Integrale 16V   | 5:57:38                      | +1:51                        |                              |
| 3.                           | Fabrizio Tabaton             | Luciano Tedeschini           | Lancia Delta Integrale 16V   | 6:02:57                      | +7:10                        |                              |
| 4.                           | Robert Droogmans             | Ronny Joosten                | Lancia Delta Integrale 16V   | 6:06:06                      | +10:19                       |                              |
| 5.                           | Josep Maria Bardolet         | Josep Maria Ferrer           | Ford Sierra RS Cosworth      | 6:09:55                      | +14:08                       |                              |
| 6.                           | Enric Xargay                 | Jaume Ferrer                 | Renault 5 GT Turbo           | 6:29:54                      | +34:07                       |                              |
| 7.                           | Josep Alsina Sureda          | Joaquim Alsina               | Renault 5 GT Turbo           | 6:31:07                      | +35:20                       |                              |
| 8.                           | John Bosch                   | Kevin Gormley                | BMW M3 E30                   | 6:33:05                      | +37:18                       |                              |
| 9.                           | José María Ponce             | Gaspar León                  | BMW 325 iX E30               | 6:37:22                      | +41:35                       |                              |
| 10.                          | José Piñón                   | Oriol Vinyals                | Opel Corsa A GSi             | 6:39:58                      | +44:11                       |                              |